# Láz
Láz (deutsch Laas) ist eine Gemeinde in Tschechien. Sie befindet sich in 588 m ü. M. acht Kilometer südwestlich der Stadt Příbram und gehört zum Okres Příbram. 

## Geschichte
Das 1349 erstmals erwähnte ehemalige Bergarbeiterdorf ist umgeben von tiefen Wäldern der Brdywald. Der Ortsname leitet sich vom Laßraum ab. In der Nähe wurde ein Flusskanal erbaut, der heute ein technisches Denkmal ist und die Stadt Příbram mit Trinkwasser versorgt. 
In den benachbarten Wäldern entspringt die Litavka, die oberhalb des Dorfes im Lázský rybník gestaut wird.
Der Ort wuchs in den 1950er Jahren zusammen aus den zwei Dörfern Dolní Láz (Unterlaas) und Horní Láz (Oberlaas), die in ihrer Geschichte unterschiedlichen Herrschaften und Bezirken angehörten. Während Unterlaas zu Příbram gehörte, lag Oberlaas im Gerichtsbezirk Bresnitz.